# Département pour la Sortie de l'Union européenne
Le département pour la Sortie de l'Union européenne (anglais : Department for Exiting the European Union) est un ministère du gouvernement britannique chargé des négociations visant au retrait du Royaume-Uni de l'Union européenne,.
Le ministère a été formé à la suite du référendum du 23 juin 2016. Il est fermé le 31 janvier 2020 une fois le Brexit effectif.

## Enjeux
Le département pour la Sortie de l'Union européenne est chargé de la négociation du Royaume-Uni avec l'Union européenne à la suite du référendum du 23 juin 2016 lors duquel une majorité d'électeurs a souhaité la sortie de leur pays de l'Union.
Le processus de sortie pose de très nombreuses questions notamment sur les accords commerciaux du Royaume-Uni avec le reste du monde, la future relation du pays avec l'Union européenne et d'innombrables incertitudes juridiques. La complexité du dossier pousse le gouvernement britannique à retarder l'invocation de l'article 50 du traité sur le fonctionnement de l'Union européenne — qui doit lancer le début des discussions — au mois de mars 2017. Le gouvernement pourraient embaucher 30 000 nouveaux fonctionnaires afin d'étudier les questions posées par le retrait ; le coût attendus des pourparlers pour la Commission européenne est d'environ 60 milliards d'euros, devant être refacturés au Royaume-Uni.

### Positionnement du gouvernement
En ce qui concerne les futures relations entre le Royaume-Uni et l'Union européenne, David Davis indique prendre pour modèle les relations entre le Canada et l'Union européenne plutôt que les relations avec la Suisse ou celles avec la Norvège qui participent toutes deux à l'Espace économique européen et à l'espace Schengen.
En ce qui concerne la circulation des citoyens entre le Royaume-Uni et l'UE, David Davis souhaite obtenir « un accord sur mesure pour la Grande-Bretagne et pas une solution standard. Cela veut dire contrôler le nombre de personnes qui se rendent en Grande-Bretagne depuis l'Europe, mais également une solution positive pour ceux qui veulent vendre des biens et des services. ».
Pour le chancelier de l'Échiquier Philip Hammond, l'important est de maintenir un « accès au marché unique de l'Union européenne » pour le puissant secteur financier britannique.
Le 2 octobre 2016, la Première ministre Theresa May a annoncé vouloir faire adopter une loi d'abrogation générale de la législation européenne au sein du Royaume-Uni d'ici mars 2017,.
Le 3 novembre 2016, la Haute Cour de justice de Londres juge que le gouvernement ne peut invoquer l'article 50 sans obtenir l'approbation du Parlement.

### Écosse
En Écosse, Mike Russell est le ministre écossais du Brexit. Il souhaite que dans l'envoi aux autorités européennes par la Première ministre britannique Theresa May relatif à l'article 50 du traité sur l’Union européenne figure un engagement de négocier des conditions particulières pour l’Écosse et pour l'Irlande du Nord, de manière que le Brexit ne soit pas unique pour le Royaume-Uni et que des accords spécifiques soient aménagés pour chaque nation constitutive,.

## Opinion publique
Les Britanniques sont divisés entre les promoteurs d'un hard brexit (brexit dur) et ceux d'un soft brexit (brexit doux). L'idée du  hard brexit est de mettre fin à la libre entrée des Européens au Royaume-Uni quitte à sortir du marché unique. L'idée des promoteurs du soft brexit serait au contraire de rester dans le marché unique. La position du Royaume-Uni n'est pas arrêtée sur ce sujet.